# RSV Lahn-Dill
Maillots
Le RSV Lahn-Dill (raccourci de Fauteuil roulant sport association Lahn-Dill, en allemand : Rollstuhl Sport Verein Lahn-Dill) est une association fondée en 1983 pratiquant le basket-ball en fauteuil roulant et localisée à Wetzlar. L'association compte parmi les clubs d'Allemagne les plus importants depuis la dernière décennie, avec notamment neuf titres de champion d'Allemagne et huit titres en Coupe d'Europe (le dernier en 2021, ce qui en fait l'équipe européenne la plus titrée de tous les temps, devant les romains de Santa Lucia (6 titres européens), dont 7 titres remportés en EuroCup 1 (il s'agit aussi de l'équipe la plus titrée dans la première coupe européenne devant les Néerlandais de Verkerk et les Turcs de Galatasaray, qui en comptent chacun 5).

## Palmarès
International
- Coupe des Clubs Champions (Eurocup 1) :
  - 2004 :  Champion d'Europe
  - 2005 :  Champion d'Europe
  - 2006 :  Champion d'Europe
  - 2007 :  Vice-champion d'Europe
  - 2008 :  Vice-champion d'Europe
  - 2009 :  3e place[4]
  - 2010 :  Champion d'Europe[5]
  - 2011 :  Vice-champion d'Europe[6]
  - 2012 :  Champion d'Europe[7]
  - 2013 : 7e place[8]
  - 2014 :  3e place[9]
  - 2015 :  Champion d'Europe[10]
  - 2016 :  Vice-champion d'Europe[11]
  - 2017 :  3e place
  - 2018 : 4e place[12]
  - 2019 :  3e place[13]
  - 2021 :  Champion d'Europe
  - 2022 : 4e place
  - 2023 : 4e place
  - 2024 :  3e place
- Coupe Willi Brinkmann (Eurocup 3) : 
  - 2002 :  Champion d'Europe

National,
- Champion d'Allemagne : 1998, 2004, 2005, 2006, 2007, 2008, 2010, 2011, 2012, 2013, 2014
- Vice-champion d'Allemagne : 1997
- Coupe d'Allemagne : 2002, 2004, 2005, 2006, 2007, 2009, 2010, 2011, 2012, 2013, 2014

## Joueurs célèbres ou marquants
- Patrick Anderson
- Michael Auprince
- Brian Bell
- Thomas Böhme
- Annabel Breuer
- Nicolas Hausammann
- Dirk Köhler
- Dominik Mosler
- Michael Paye
- Dirk Passiwan
- Ian Sagar
- Steve Serio